# Monika Martin

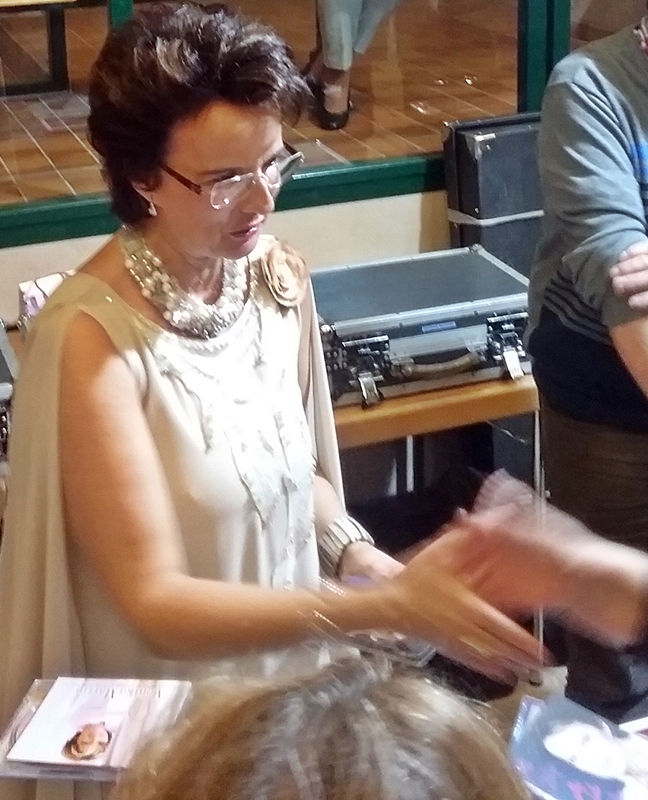
Monika Martin in 2017

Monika Martin, geboren als Ilse Bauer (Graz, 7 mei 1962) is een Oostenrijkse zangeres van Duitstalige volksmuziek.
Haar eerste bühne-ervaring had Monika op 10-jarige leeftijd als steegjongen in de opera Carmen met het kinderkoor van de Grazer opera. Jaren later begon ze met de studie voor solozang bij de universiteit voor muziek en beeldende kunst in Graz. Tegelijkertijd studeerde ze ook kunstgeschiedenis en volkenkunde. Haar studiegeld verdiende ze door vanaf 1986 samen met de 'Heart Breakers' op te treden. Tot 1992 heeft ze met deze band opgetreden en nam in 1990 met deze groep de CD Dafür dank' ich dir) op. Deze ervaringen vormden de solocarrière, die in 1996 met La luna blu begon.
In 1995 kreeg Monika een eigen platencontract en had met La Luna Blu in 1996 haar eerste hit. Met deze titel bereikte Monika bij de Grand Prix der Volksmusik 1996 de tweede plaats bij de Oostenrijkse voorverkiezingen en werd internationaal nummer 6. Bij de Grand Prix der Volksmusik in 1997 bereikte ze bij de Oostenrijkse voorverkiezingen de tweede plaats met het lied Immer nur Sehnsucht en internationaal wederom 6e.
In 1999 bereikte ze goud met het lied Klinge mein Lied en in 2000 nam ze een duet op, met Nockalm Quintett het lied My Love en in 2001 met Karel Gott het lied Lass die Träume nie verloren geh'n. Beide songs werden een grote hit.
Monika is vanaf die tijd een veel geziene gast in vele tv uitzendingen. Op 17 juni 2006 bereikte ze met haar lied Heute fühl ich mich wie zwanzig de 3e plaats bij de Oostenrijkse voorverkiezingen voor de Grand Prix der Volksmusik 2006. Bij de Grand Prix der Volksmusik 2006 werd Monika Martin 4e, na Rudy Giovannini & Belsy, Vincent & Fernando und Claudia & Alexx. Na dit succes kreeg ze een nominering bij ECHO 2006 een prijs die je krijgt na veel hoge noteringen in hitparades en verkoop van cd's. In de categorie "Volksmuziek" was Monika de enige vrouwelijke genomineerde voor de ECHO en daardoor de beste soliste in die categorie.
Maar de ECHO was nog niet alles, want in september 2006 werd ze bekroond met de "Goldenen Stimmgabel" en op 13 januari won Monika de "Krone der Volksmusik".

## Hits
- La Luna Blu (1996)
- Klinge mein Lied (1998)
- Gib einem Kind deine Hand (2000)
- Schweige mein Herz (2000)
- My love, zusammen mit dem Nockalm Quintett (2000)
- Napoli adieu (2001)
- Hast du heute schon gelächelt (2002)
- Eine Liebe reicht für zwei (2004)
- Ich träum mich heute Nacht in deine Arme (2005)
- Heute fühl ich mich wie zwanzig (2006)

## Albums
- Heart Breakers mit Dr. Ilse Bauer (Monika Martin) - Dafür dank ich Dir (1990)
- La Luna blu (1996)
- Immer nur Sehnsucht (1997)
- Klinge mein Lied (1999)
- Mein Liebeslied (2000)
- Napoli Adieu (2001)
- Mein Gefühl (2002)
- Stilles Gold - Das Beste von Monika Martin (2002)
- Himmel aus Glas (2003)
- Eine Liebe reicht für zwei (2004)
- Ave Maria - Lieder zur stillen Zeit (2004)
- Schmetterling d'Amour (2005)
- Dvd Meine Lieder, meine Träume (2005)
- Heute fühl ich mich wie zwanzig (2006)
- Aloha Blue (2007)
- Und Ewig ruft die Liebe (2008)
- Erhebet die Herzen (2008)
- Du hast mich geküsst (2009)
- Du hast mich geküsst - luxe-editie met bonus-cd - dubbel-cd (2009)
- Wir dürfen träumen davon (2010)
- Das Beste von Monika Martin ganz persönlich (2010)
- Ein Leben lang vielleicht (2012)
- Hinter jedem Fenster (2013)
- Herzregen (2014)
- Herzregen - Ihre schönsten Lieder (2014)
- Mit dir (2015)
- Dvd Mit Dir (2015)
- Mit Dir...durch die Winterzeit (2015)
- Sehnsucht nach Liebe (2017)
- Lieder für die Seele (2017)
- Dvd Sehnsucht nach Liebe - Mein Graz (2017)
- Für immer (2018)
- Meine Grosse Erfolge - Nur für euch - 3-dubbel-cd (2018)
- Das Kleine Haus am Meer (2019)
- Für immer - cd + dvd
- Ich liebe dich (2019)
- Dvd Ich liebe dich (2019)
- Ganz still (2020)
- Dvd Ganz still (2020)